# Chloé Henry
Chloé Henry (Corpus Christi, 5 maart 1987) is een Belgische gewezen turnster en atlete. Ze is meervoudig Belgisch kampioene polsstokhoogspringen outdoor en indoor.

## Loopbaan

### Artistieke gymnastiek
Chloé Henry woonde tot haar achtste jaar in de Verenigde Staten, waar ze begon met artistieke gymnastiek en atletiek. Ze bouwde eerst een carrière uit in de artistieke gymnastiek. Ze nam deel aan verschillende Europese kampioenschappen en een wereldkampioenschap. In 2006 werd ze Belgisch kampioene. Door een blessure aan de elleboog kon ze niet deelnemen aan de wereldkampioenschappen van 2007, de selectiewedstrijd voor de Olympische Spelen van 2008 in Peking. Ontgoocheld stopte ze met turnen en keerde ze terug naar de atletiek.

### Vijf titels in drie jaar tijd
Na vijf maanden veroverde ze in 2008 al haar eerste medaille op een nationaal kampioenschap, toen haar sprong van 3,35 m brons opleverde. In 2012 werd ze voor het eerst Belgisch indoorkampioene. Een titel, die ze twee maal kon verlengen. In 2012 en 2014 werd ze ook outdoor Belgisch kampioene.

### Nationale records
Chloé Henry verbeterde met een sprong van 4,22 eind december 2011 in Sittard het Belgische indoorrecord in het polsstokhoogspringen. Op de Nacht van de atletiek 2012 verbeterde ze met een sprong van 4,29 ook het Belgisch outdoorrecord. Ook in 2013 en 2014 slaagde ze er in het Belgisch record te verbeteren. Begin 2015 evenaarde ze met een sprong van 4,31 het indoorreccord van Fanny Smets. Toen die anderhalve maand later 4,32 overbrugde, repliceerde Henry vrijwel onmiddellijk en stelde het record drie dagen later, op 28 februari 2015, tijdens een indoorwedstrijd in Zweibrücken op 4,33.

### Clubs
Chloé Henry was aangesloten bij Vilvoorde AC. Begin 2015 stapte ze over naar US Braine-Waterloo. In Frankrijk is ze aangesloten bij Montreuil 93.

## Belgische kampioenschappen
Outdoor
| Onderdeel            | Jaar                   |
| -------------------- | ---------------------- |
| polsstokhoogspringen | 2012, 2013, 2014, 2015 |

Indoor
| Onderdeel            | Jaar                   |
| -------------------- | ---------------------- |
| polsstokhoogspringen | 2012, 2014, 2015, 2022 |

## Persoonlijke records
| Onderdeel                    | Prestatie      | Datum            | Plaats      |
| ---------------------------- | -------------- | ---------------- | ----------- |
| polsstokhoogspringen outdoor | 4,41 m (ex-NR) | 15 augustus 2014 | Jemeppe     |
| polsstokhoogspringen indoor  | 4,33 m (ex-NR) | 28 februari 2015 | Zweibrücken |

## Palmares

### turnen
- 2004: 35e EK meerkamp in Amsterdam
- 2005:  BK meerkamp
- 2005: 32e meerkamp EK in Debrecen
- 2006:  BK meerkamp
- 2006: 21e EK meerkamp in Volos
- 2006: 77e WK meerkamp in Aarhus
- 2007:  BK meerkamp - 55,325 p
- 2007: 38e EK meerkamp in Amsterdam

### polsstokhoogspringen
- 2008:  BK AC – 3,35 m
- 2009:  BK indoor AC – 3,85 m
- 2009:  BK AC – 3,85 m
- 2010:  BK AC – 3,70 m
- 2011:  BK indoor AC – 3,85 m
- 2011:  BK AC – 3,85 m
- 2012:  BK indoor AC – 4,25 m
- 2012:  BK AC – 4,20 m
- 2013:  BK indoor AC – 4,05 m
- 2013:  BK AC – 4,20 m
- 2013: 6e Universiade in Kazan – 4,30 m
- 2014:  BK indoor AC – 4,25 m
- 2014:  BK AC – 4,20 m
- 2015:  BK indoor AC – 4,20 m
- 2015:  Universiade in Gwangju – 4,40 m
- 2015:  BK AC – 4,10 m
- 2016:  BK AC – 4,25 m
- 2016: 23e in kwal. EK in Amsterdam - 4,00 m
- 2017:  BK indoor AC – 4,10 m
- 2018:  BK AC – 4,20 m
- 2019:  BK indoor AC – 4,25 m
- 2020:  BK indoor AC – 4,15 m
- 2021:  BK AC – 4,20 m
- 2022:  BK indoor AC – 3,90 m